# Krzysztof Augustin
Krzysztof Marek Augustin (ur. 20 grudnia 1950 w Warszawie) – polski artysta malarz, grafik i rysownik. Zajmował się również doradztwem w zakresie strategicznego kształtowania obrazu publicznego osób, firm i instytucji.

## Życiorys
Absolwent VI Liceum Ogólnokształcącego im. Tadeusza Reytana w Warszawie (1968). W latach 1971–1976 studiował w Akademii Sztuk Pięknych w Warszawie (dyplom z wyróżnieniem w pracowni prof. Jerzego Tchórzewskiego, 1976). W latach 70. XX wieku pracował jako ilustrator książek, w tym młodzieżowych (m.in. Krystyny Boglar, Edmunda Niziurskiego, Janiny Wieczerskiej i Zofii Woźnickiej) oraz tomików poezji (Cicho, ciszej Krzysztofa Zuchory, 1978). W tym okresie był rozpracowywany i inwigilowany przez Służbę Bezpieczeństwa PRL; w latach 1973–1975 miał zastrzeżone wyjazdy zagraniczne. 
Od 1979 do 1984, po wyjeździe do Meksyku, nauczyciel akademicki na Wydziale Sztuk Pięknych Universidad Veracruzana w Veracruz, gdzie prowadził zajęcia z grafiki i historii sztuki. W latach 1987–1994 związany z Galería de Arte Mexicano (GAM) w mieście Meksyk. W latach 1994–1995 przebywał w Berlinie jako artysta rezydent w Domu Sztuki Tacheles. W latach 1998–2006 prowadził autorskie zajęcia fakultatywne dla studentów IV roku na Wydziale Grafiki ASP w Warszawie pod nazwą „Warsztaty kreacji”. W 2005 ukazał się zbiór opowiadań Huśtawka Agaty Miklaszewskiej, zawierający reprodukcje obrazów Krzysztofa Augustina, opublikowany przez Wydawnictwo Czarne.
Członek Związku Polskich Artystów Plastyków. Pod koniec lat 90. XX wieku równolegle z pracą artystyczną zaczął prowadzić działalność jako specjalista od wizerunku osób publicznych, ludzi biznesu, estrady i polityki. Założył firmę Augustin Personal Image Consultants, zajmującą się doradztwem w zakresie strategicznego kształtowania obrazu publicznego osób, firm i instytucji. W kwietniu 1999 został doradcą premiera Jerzego Buzka ds. komunikacji społecznej. Latem 2011 pełnił przez dwa miesiące funkcję wysłannika polskiego Ministerstwa Spraw Zagranicznych w Madrycie, a w listopadzie 2012 został nominowany na stanowisko pełnomocnika ministra spraw zagranicznych Radosława Sikorskiego ds. estetyki wnętrz budynków MSZ. Pracując na tym stanowisku, przeprowadził projekty w kilkunastu placówkach resortu. W 2014 jako pełnomocnik ministra miał w MSZ rangę starszego radcy.

### Działalność społeczna
Współpracował z Fundacją Awangarda, założoną w 2004, uczestnicząc wraz z innymi zawodowymi artystami (m.in. Edward Dwurnik, Piotr Młodożeniec, Leon Tarasewicz) w plenerach malarskich z udziałem artystów z niepełnosprawnością intelektualną w celu promocji ich twórczości, a także wystawiając swoje prace na aukcjach charytatywnych Fundacji.

### Życie prywatne
Zawarł związek małżeński z Evelią Maitret. Mają trzech synów i córkę.

## Wystawy

### Wybrane wystawy indywidualne
- 1977 – Galeria KMPiK, Ściana Wschodnia, Warszawa[23]
- 1978 – Galeria Sztuki Współczesnej, Rynek Starego Miasta, Warszawa[24]
- 1980 – Galeria El Agora, Jalapa, Meksyk[23]
- 1981 – „Exposición de un egoísmo”, wystawa w Muzeum Sztuki Współczesnej Carillo Gil, Mexico D.F., Meksyk[25]
- 1981 – Galeria Teatru Stanowego, Jalapa, Meksyk[23]
- 1982 – Pinakoteka Uniwersytetu Stanowego w Puebla, Meksyk[23]
- 1983 – Galeria KIN, Mexico D.F., Meksyk[23]
- 1984 – Galeria Zapiecek, Warszawa[23]
- 1987, 1990, 1992 – Galería de Arte Mexicano(inne języki) (GAM), Mexico D.F., Meksyk – wystawy „Sueños sobre escenas de caza” (1987)[26], „Augustin” (1990)[27] oraz „The Light Around the Body” (1992)[28]
- 1990 – Ramon Alva de Canal Gallery, Jalapa, Meksyk[29]
- 1994 – Galeria Casa Lamm, Mexico D.F., Meksyk[29]
- 1994/1995 – Dom Sztuki Tacheles, artysta rezydujący, Berlin – wystawa podsumowująca sponsorowana przez Senat miasta Berlina[29]
- 2003 – „Obrazy 2001–2003”, wystawa w Galerii Art New Media, Warszawa[30][31]
- 2005 – „Pintura”, wystawa w Muzeum Narodowym w Warszawie – Oddział w Pałacu Królikarnia[32]
- 2008 – Galeria Klimy Bocheńskiej w Warszawie, wystawa indywidualna obrazów i rysunków[33]

### Wybrane wystawy zbiorowe
- 1976 – Festiwal Sztuk Plastycznych, Gdańsk[23]
- 1977 – Grafika Polska, Rzym[23]
- 1977 – Grafika Roku, BWA, Kraków; Galeria Zachęta, Warszawa (wyróżnienie)[29]
- 1978 – VIII Biennale Grafiki, Galeria Zachęta, Warszawa[29]
- 1978 – III Europejskie Biennale Grafiki, Miluza, Francja[23]
- 1978 – Grafika Polska, Berlin Zachodni[23]
- 1978 – VII Festiwal Sztuk Pięknych, Warszawa[23]
- 1979 – Ogólnopolski Konkurs Malarski na Obraz im. Jana Spychalskiego, Poznań[23]
- 1980 – Galeria Misrachi, Mexico D.F., Meksyk[23]
- 1985 – Muzeum Sztuki Współczesnej, Mexico D.F., Meksyk[29]
- 1991 – „Jesteśmy”, wystawa artystów polskich tworzących za granicą, Galeria Zachęta, Warszawa[23]
- 1997 – „15 Współczesnych Artystów Meksykańskich”, Madryt, Paryż, Frankfurt[29]
- 2009 – „Dobra sztuka w dobrej cenie”, wystawa w Galerii Schody, Warszawa[34]
- 2012 – „Raz”, wystawa w Hali Komin 73, Soho Factory, Warszawa[35]